# Dvornik
Dvornik je priimek v Sloveniji, ki ga je po podatkih Statističnega urada Republike Slovenije na dan 1. januarja 2020 uporabljalo 157 oseb in je med vsemi priimki po pogostosti uporabe uvrščen na 2.851. mesto. 

## Znani slovenski nosilci priimka
- Aljaž Dvornik (*1995), alpski smučar
- Andrej Dvornik (*1990), astrofizik
- Anton Dvornik (Anton Wornig) (1897—1968), glasbenik, skladatelj, organist
- Borut Dvornik (*1966), industrijski in grafični oblikovalec, fotograf
- Eča Dvornik, plesalka in koreografinja (v Franciji)
- Gregor Dvornik (*1992), cineast
- Jaka Dvornik (*1997), alpski smučar
- Klemen Dvornik (*1977), filmski in tv-režiser, doc. AGRFT
- Marjan Dvornik (*1949), strojni inženir, politik
- Neja Dvornik (*2001), alpska smučarka
- Patricija Dvornik (*1995), alpska smučarka
- Pika Dvornik (*1992), alpska smučarka

## Znani tuji nosilci priimka
- Boris Dvornik (1939—2008), hrvaški igralec
- Dino Dvornik (1964—2008), hrvaški glasbenik, pevec, kantavtor ...
- Ella Dvornik (*1990), hrvaška pevka
- František Dvornik (1893—1975), češki bizantolog in cerkveni zgodovinar